# Canton d'Hendaye-Côte Basque-Sud
Le canton d'Hendaye-Côte Basque-Sud est une circonscription électorale française du département des Pyrénées-Atlantiques.

## Histoire
Un nouveau découpage territorial des Pyrénées-Atlantiques entre en vigueur à l'occasion des élections départementales de 2015. Il est défini par le décret du 25 février 2014, en application des lois du 17 mai 2013 (loi organique 2013-402 et loi 2013-403). Les conseillers départementaux sont, à compter de ces élections, élus au scrutin majoritaire binominal mixte. Les électeurs de chaque canton élisent au Conseil départemental, nouvelle appellation du Conseil général, deux membres de sexe différent, qui se présentent en binôme de candidats. Les conseillers départementaux sont élus pour 6 ans au scrutin binominal majoritaire à deux tours, l'accès au second tour nécessitant 12,5 % des inscrits au 1er tour. En outre la totalité des conseillers départementaux est renouvelée. Ce nouveau mode de scrutin nécessite un redécoupage des cantons dont le nombre est divisé par deux avec arrondi à l'unité impaire supérieure si ce nombre n'est pas entier impair, assorti de conditions de seuils minimaux. Dans les Pyrénées-Atlantiques, le nombre de cantons passe ainsi de 52 à 27.
Le canton d'Hendaye-Côte Basque-Sud est formé de communes de l'ancien canton d'Hendaye. Il est entièrement inclus dans l'arrondissement de Bayonne. Le bureau centralisateur est situé à Hendaye.

## Représentation
| Période élective | Période élective | Mandat | Mandat   | Identité                 | Nuance | Nuance | Qualité                                                                                              |
| ---------------- | ---------------- | ------ | -------- | ------------------------ | ------ | ------ | --- |
| 2015             | 2021             | 2015   | 2021     | Kotte Ecenarro           |        | PS     | Retraité Maire d'Hendaye (2014 - en cours) Ancien conseiller général du Canton d'Hendaye (2008-2015) |
| 2015             | 2021             | 2015   | 2021     | Chantal Kehrig Cottençon |        | PS     | Assistante de direction Première adjointe au maire d'Hendaye (2014 - en cours)                       |
| 2021             | 2028             | 2021   | en cours | Iker Elizalde            |        | REG    | Ancien conseiller municipal d'Hendaye, Euskal Herria Bai                                             |
| 2021             | 2028             | 2021   | en cours | Annie Poveda             |        | REG    | Conseillère municipale Euskal Herria Bai d'Urrugne                                                   |

### Résultats détaillés

#### Élections de mars 2015
À l'issue du 1er tour des élections départementales de 2015, deux binômes sont en ballottage : Kotte Ecenarro et Chantal Kehrig Cottencon (Union de la Gauche, 29,49 %) et Marie-Josée Goya et Jean-Baptiste Sallaberry (DVD, 18,39 %). Le taux de participation est de 48,68 % (8 066 votants sur 16 569 inscrits) contre 52,8 % au niveau départemental et 50,17 % au niveau national.
Au second tour, Kotte Ecenarro et Chantal Kehrig Cottencon (Union de la Gauche) sont élus avec 52,85 % des suffrages exprimés et un taux de participation de 47,23 % (3 723 voix pour 7 825 votants et 16 569 inscrits).

#### Élections de juin 2021
Le premier tour des élections départementales de 2021 est marqué par un très faible taux de participation (33,26 % au niveau national). Dans le canton d'Hendaye-Côte Basque-Sud, ce taux de participation est de 36,52 % (6 213 votants sur 17 014 inscrits) contre 38,82 % au niveau départemental. À l'issue de ce premier tour, deux binômes sont en ballottage : Iker Elizalde et Annie Poveda (Rég, 29,31 %) et Chantal Kehrig Cottençon et Frédéric Tranche (Union à gauche, 26,65 %).
Le second tour des élections est marqué une nouvelle fois par une abstention massive équivalente au premier tour. Les taux de participation sont de 34,36 % au niveau national, 40,13 % dans le département et 39,57 % dans le canton d'Hendaye-Côte Basque-Sud. Iker Elizalde et Annie Poveda (Rég) sont élus avec 52,18 % des suffrages exprimés (3 110 voix pour 6 734 votants et 17 016 inscrits),,.

## Composition
Le canton d'Hendaye-Côte Basque-Sud comprend trois communes entières.
| Nom                              | Code Insee | Intercommunalité  | Superficie (km2) | Population (dernière pop. légale) | Densité (hab./km2) | Modifier                                    |
| -------------------------------- | ---------- | ----------------- | ---------------- | --------------------------------- | ------------------ | ------------------------------------------- |
| Hendaye (bureau centralisateur)  | 64260      | CA du Pays Basque | 7,95             | 18 074 (2022)                     | 2 273              | modifier les données · modifier les données |
| Biriatou                         | 64130      | CA du Pays Basque | 11,04            | 1 259 (2022)                      | 114                | modifier les données · modifier les données |
| Urrugne                          | 64545      | CA du Pays Basque | 50,57            | 10 594 (2022)                     | 209                | modifier les données · modifier les données |
| Canton d'Hendaye-Côte Basque-Sud | 6410       |                   | 69,56            | 29 927 (2022)                     | 430                | modifier les données                        |

## Démographie
En 2022, le canton comptait 29 927 habitants, en évolution de +7,59 % par rapport à 2016 (Pyrénées-Atlantiques : +3,78 %, France hors Mayotte : +2,11 %).
| 2013   | 2018   | 2022   |
| ------ | ------ | ------ |
| 27 370 | 28 461 | 29 927 |